# 克萊芒德·巴波特
克萊芒德·巴波特（法語：Clément Barbot；1914年—1963年7月14日），海地總統弗朗索瓦·杜瓦利埃的高級助手兼保鏢。
他出生在戈納伊夫。他畢業於海地大學。他曾在聖馬克當老師，也在海地軍隊服役，官至中尉軍銜
在1958年一場企圖推翻他的軍事政變失敗後，杜瓦利埃組織了一支國家安全志願軍，以巴波特為領導實行杜瓦利埃的專制統治。
1959年杜瓦利埃心臟病發作後，以巴波特為代理。杜瓦利埃康復後巴波特被指控企圖篡奪政權出任總統並遭監禁。在1963年獲釋後巴波特和兄弟亨利及一小撮支持者試圖通過在太子港綁架他的子女推翻他的統治。但幾天後他和他的支持者被伏擊殺害。

## 家庭
克萊芒德·巴波特已婚，有四個孩子。他的女兒維維安·巴爾博是加拿大政治家、女權主義者和工會成員，2006-2008年擔任加拿大下議院議員，2011年擔任魁人政團黨主席。維維安·巴波特認為她父親是"反對杜瓦利埃獨裁統治的鬥士"。